# Cerastis variicollis
Cerastis variicollis är en fjärilsart som beskrevs av Delahaye 1886. Cerastis variicollis ingår i släktet Cerastis och familjen nattflyn. Inga underarter finns listade i Catalogue of Life.